# Marly-sous-Issy
Pour les articles homonymes, voir Marly et Issy (homonymie).
Marly-sous-Issy est une commune française située dans le département de Saône-et-Loire, en région Bourgogne-Franche-Comté.

## Géographie
Marly-sous-Issy est située sur un socle granitique du sud du Morvan. Le point culminant, à 412 m, est le mont Tauffrin au sud de la commune ; au nord la commune est bordée par la vallée de la Somme (affluent de la Loire).
Marly-sous-Issy est à 23 km de Gueugnon et à 23 km de Bourbon-Lancy.

### Climat
Pour des articles plus généraux, voir Climat de la Bourgogne-Franche-Comté et Climat de Saône-et-Loire.
En 2010, le climat de la commune est de type climat océanique dégradé des plaines du Centre et du Nord, selon une étude du Centre national de la recherche scientifique s'appuyant sur une série de données couvrant la période 1971-2000. En 2020, Météo-France publie une typologie des climats de la France métropolitaine dans laquelle la commune est exposée à un climat océanique altéré et est dans la région climatique Centre et contreforts nord du Massif Central, caractérisée par un air sec en été et un bon ensoleillement.
Pour la période 1971-2000, la température annuelle moyenne est de 10,7 °C, avec une amplitude thermique annuelle de 16,5 °C. Le cumul annuel moyen de précipitations est de 879 mm, avec 11,8 jours de précipitations en janvier et 7,6 jours en juillet. Pour la période 1991-2020, la température moyenne annuelle observée sur la station météorologique de Météo-France la plus proche, « Cressy », sur la commune de Cressy-sur-Somme à 5 km à vol d'oiseau, est de 12,0 °C et le cumul annuel moyen de précipitations est de 915,9 mm. 
La température maximale relevée sur cette station est de 41,1 °C, atteinte le 24 juillet 2019 ; la température minimale est de −22 °C, atteinte le 16 janvier 1985,,.
Les paramètres climatiques de la commune ont été estimés pour le milieu du siècle (2041-2070) selon différents scénarios d'émission de gaz à effet de serre à partir des nouvelles projections climatiques de référence DRIAS-2020. Ils sont consultables sur un site dédié publié par Météo-France en novembre 2022.

## Urbanisme

### Typologie
Au 1er janvier 2024, Marly-sous-Issy est catégorisée commune rurale à habitat très dispersé, selon la nouvelle grille communale de densité à sept niveaux définie par l'Insee en 2022.
Elle est située hors unité urbaine et hors attraction des villes,.

### Occupation des sols
L'occupation des sols de la commune, telle qu'elle ressort de la base de données européenne d’occupation biophysique des sols Corine Land Cover (CLC), est marquée par l'importance des territoires agricoles (93 % en 2018), une proportion identique à celle de 1990 (93 %). La répartition détaillée en 2018 est la suivante : prairies (68,3 %), zones agricoles hétérogènes (24,7 %), forêts (7 %). L'évolution de l’occupation des sols de la commune et de ses infrastructures peut être observée sur les différentes représentations cartographiques du territoire : la carte de Cassini (XVIIIe siècle), la carte d'état-major (1820-1866) et les cartes ou photos aériennes de l'IGN pour la période actuelle (1950 à aujourd'hui).

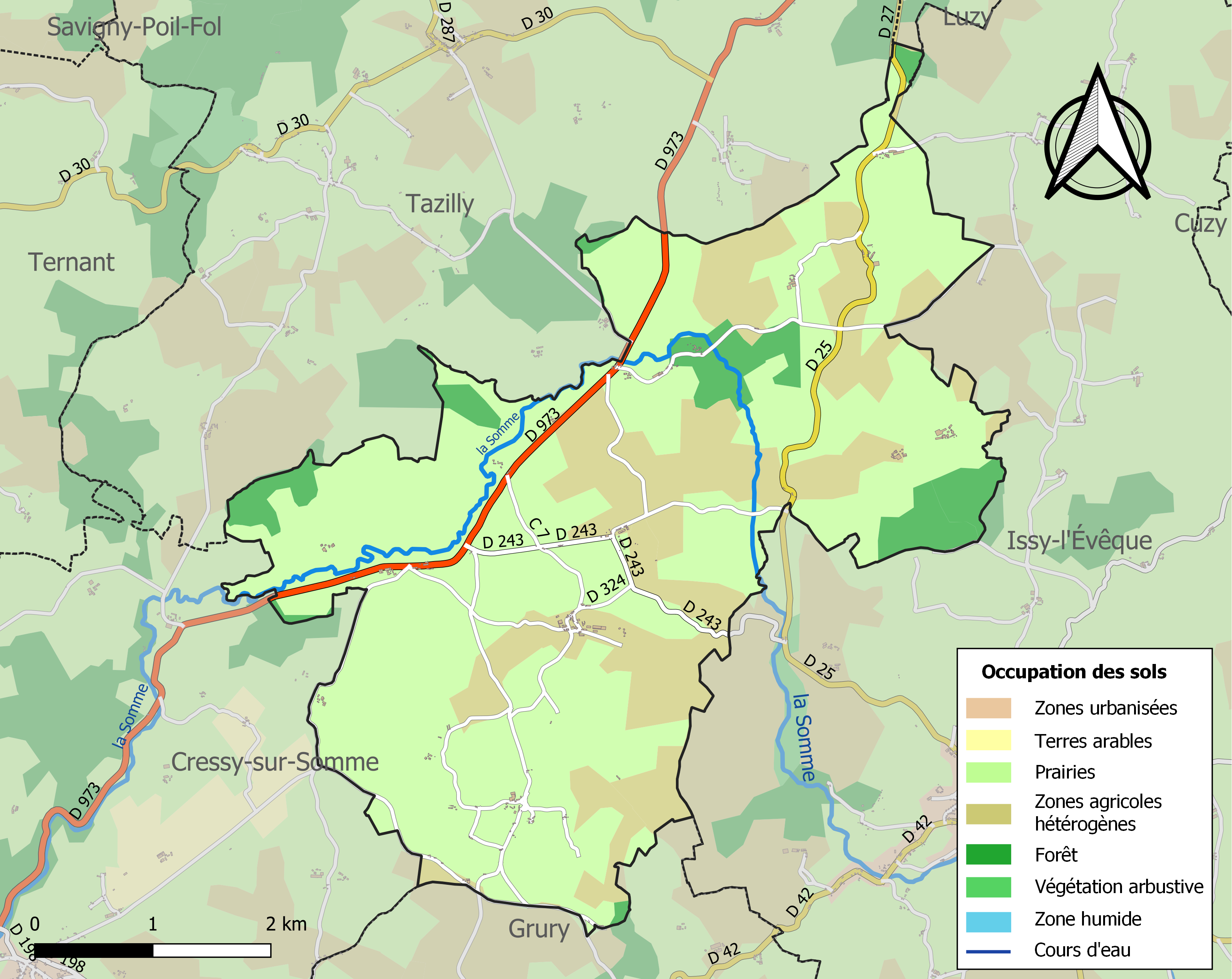
Carte des infrastructures et de l'occupation des sols de la commune en 2018 (CLC).

## Histoire
Le nom romain de Marly est Malniacum. La paroisse dépendait du bailliage et de l'archiprêtré de Bourbon-Lancy, de la recette et de l'ancien diocèse d'Autun. Il est fait mention de la paroisse dans la charte de fondation du prieuré de Perrecy, en 840.

## Politique et administration
| Période                                  | Période   | Identité         | Étiquette | Qualité |
| ---------------------------------------- | --------- | ---------------- | --------- | ------- |
| 1846                                     | 1853      | Charles Epinat   |           |         |
| 1853                                     | 1865      | Louis Daviot     |           |         |
| 1865                                     | 1916      | Louis Michon     |           |         |
| 1916                                     | 1919      | Charles Jault    |           |         |
| 1919                                     | 1924      | René Coquard     |           |         |
| 1924                                     | 1928      | Jean-Gaspard Roy |           |         |
| 1928                                     | 1929      | Laurent Martinet |           |         |
| 1929                                     | 1931      | Charles Pernette |           |         |
| 1931                                     | 1935      | Jean-Marie Roy   |           |         |
| 1935                                     | 1945      | Edouard Michon   |           |         |
| 1945                                     | 1965      | Jean-Marie Roy   |           |         |
| 1965                                     | mars 2008 | Jean Gauthier    |           |         |
| mars 2008                                | en cours  | Bruno Pouchelet  |           |         |
| Les données manquantes sont à compléter. |           |                  |           |         |

## Démographie
L'évolution du nombre d'habitants est connue à travers les recensements de la population effectués dans la commune depuis 1793. Pour les communes de moins de 10 000 habitants, une enquête de recensement portant sur toute la population est réalisée tous les cinq ans, les populations de référence des années intermédiaires étant quant à elles estimées par interpolation ou extrapolation. Pour la commune, le premier recensement exhaustif entrant dans le cadre du nouveau dispositif a été réalisé en 2008.

En 2022, la commune comptait 82 habitants, en évolution de −7,87 % par rapport à 2016 (Saône-et-Loire : −1,06 %, France hors Mayotte : +2,11 %).
| 1793 | 1800 | 1806 | 1821 | 1831 | 1836 | 1841 | 1846 | 1851 |
| ---- | ---- | ---- | ---- | ---- | ---- | ---- | ---- | ---- |
| 510  | 450  | 423  | 524  | 553  | 566  | 526  | 501  | 515  |

| 1856 | 1861 | 1866 | 1872 | 1876 | 1881 | 1886 | 1891 | 1896 |
| ---- | ---- | ---- | ---- | ---- | ---- | ---- | ---- | ---- |
| 500  | 435  | 460  | 448  | 480  | 481  | 490  | 509  | 529  |

| 1901 | 1906 | 1911 | 1921 | 1926 | 1931 | 1936 | 1946 | 1954 |
| ---- | ---- | ---- | ---- | ---- | ---- | ---- | ---- | ---- |
| 518  | 517  | 495  | 427  | 371  | 357  | 343  | 327  | 319  |

| 1962 | 1968 | 1975 | 1982 | 1990 | 1999 | 2006 | 2008 | 2013 |
| ---- | ---- | ---- | ---- | ---- | ---- | ---- | ---- | ---- |
| 239  | 236  | 205  | 166  | 125  | 116  | 104  | 101  | 85   |

| 2018 | 2022 | - | - | - | - | - | - | - |
| ---- | ---- | - | - | - | - | - | - | - |
| 88   | 82   | - | - | - | - | - | - | - |

## Culte
Marly-sous-Issy relève de la paroisse du Bon Pasteur, qui regroupe neuf villages et dont le centre est Toulon-sur-Arroux.

## Culture locale et patrimoine

### Lieux et monuments
Sont à voir sur le territoire de Marly-sous-Issy :
- le château de Pont de Vaux, construit à la fin du XVIIIe siècle (et son pigeonnier du XVIe siècle), qui appartenait à la famille de Comeau dont on retrouve le blason sculpté en partie sur la face du maître-autel de l'église Saint-Symphorien (une comète surmontant une nuée)[19].
- l'église Saint-Symphorien, romane, construite à partir du XIe siècle. Il reste de cette période le mur nord de la nef ; le chœur est du XIVe-XVe, le clocher du XVIe siècle, les chapelles du XVIIe siècle, la sacristie de 1871. L'intérieur a été restauré en 1985, l'extérieur en 1994. Quant à l'ancien cimetière, qui jouxtait l'église, il a été relevé vers 1970[20].

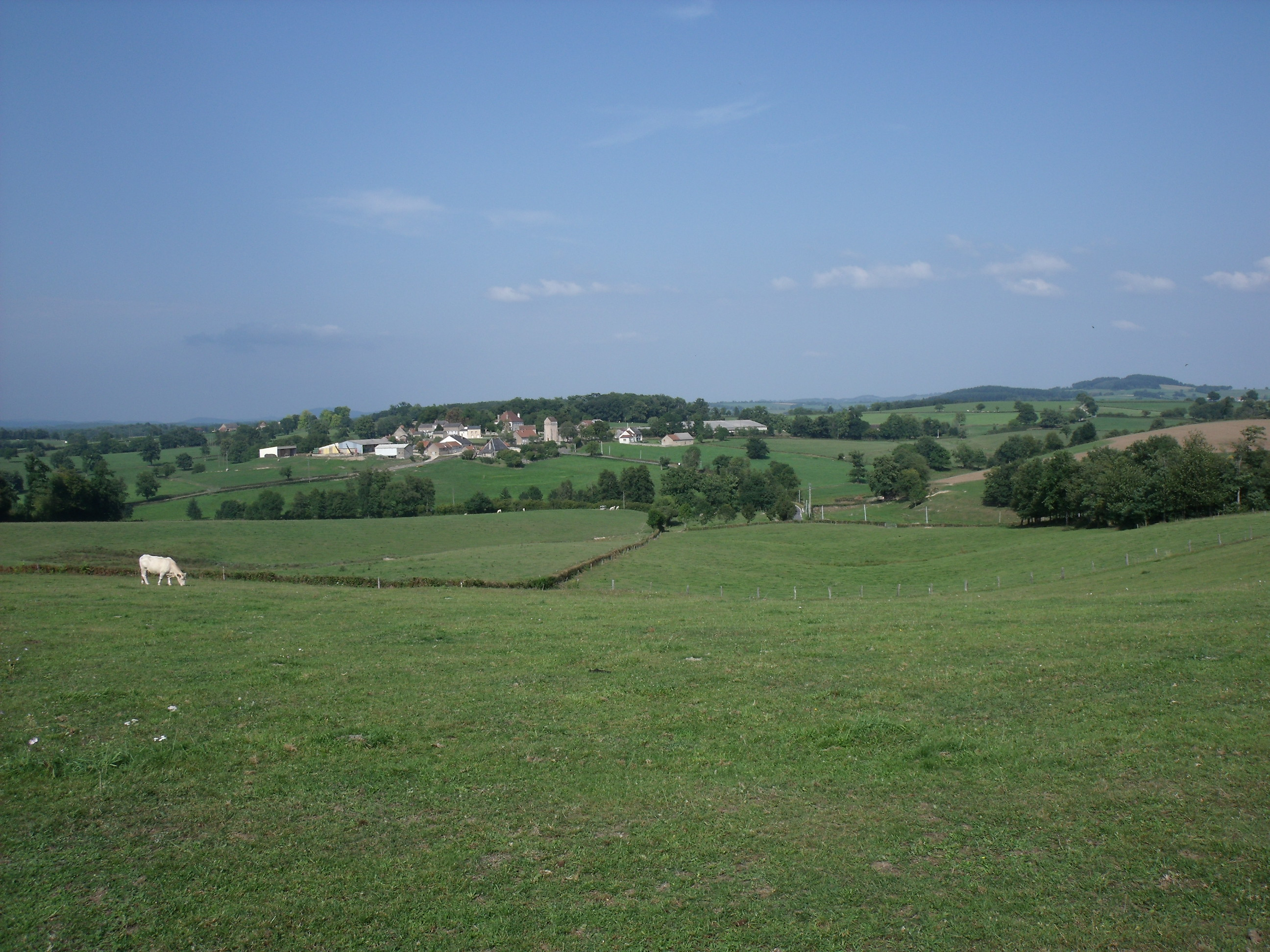
Vue de Marly-sous-Issy.

### Personnalités liées à la commune
Parmi les personnalités attachées à l'histoire de Marly-sous-Issy figurent : 
- Charles Gravier de Vergennes (1719-1787), ministre des Affaires Étrangères de Louis XVI, a été propriétaire du château de Pont de Vaux ;
- Louis-Marie Michon, né à Montcenis en 1802, mort à Paris en 1866, chirurgien parisien qui fut président de la Société de chirurgie et membre de l'Académie nationale de médecine, qui a possédé une importante propriété près de l'église (restée depuis dans sa descendance) ;
- Joseph Michon (1836-1904), docteur en médecine et docteur ès-lettres, licencié en sciences naturelles, préfet, homme politique très lié au comte de Paris ;
- Étienne Michon, historien de l'Art, conservateur en chef au musée du Louvre, membre de l'Institut, né à Marly-sous-Issy en 1865 (mort en 1939).

### Divers
- Fête patronale samedi et dimanche suivant le 15 août.

### Héraldique
| Blason de Marly-sous-Issy | Blason  | Parti : au 1er d'azur à une comète d'or posée en bande, au 2d d'or à une palme de sinople ; le tout enfermé dans une bordure réduite et componée de seize pièces d'argent et de gueules. |
| Blason de Marly-sous-Issy | Détails | Le statut officiel du blason reste à déterminer. |

## Pour approfondir